# Wahlkreis Dundee Central
Der Wahlkreis Dundee Central ist ein Wahlkreis (englisch constituency) für die Wahl eines Abgeordneten des britischen Unterhauses (House of Commons).

## Ergebnisse

### Parlamentswahl 2024
| Kandidaten           | Kandidaten        | Parteien                               | Stimmen | %    |
| -------------------- | ----------------- | -------------------------------------- | ------- | ---- |
|                      | Chris Law         | Scottish National Party                | 15.544  | 40,0 |
|                      | Richard McCready  | Labour Party / Co-operative Party      | 14.869  | 38,3 |
|                      | Daniel Coleman    | Liberal Democrats                      | 2.402   | 6,2  |
|                      | Vicky McCann      | Reform UK                              | 2.363   | 6,1  |
|                      | Emma Farquhar     | Conservative Party                     | 1.569   | 4,0  |
|                      | Alan Ross         | Alba Party                             | 813     | 2,1  |
|                      | Jim McFarlane     | Trade Unionist and Socialist Coalition | 600     | 1,5  |
|                      | Susan Ettle       | Scottish Family Party                  | 357     | 0,9  |
|                      | Raymond Mennie    | Workers Party of Britain               | 192     | 0,5  |
|                      | Niko Omilana      | unabhängig                             | 139     | 0,4  |
| Gesamt               | Gesamt            | Gesamt                                 | 38.848  | 100  |
|                      |                   |                                        |         |      |
| Ungültige Stimmen    | Ungültige Stimmen | Ungültige Stimmen                      | 153     | 0,4  |
| Wähler               | Wähler            | Wähler                                 | 39.001  | 52,5 |
| Wahlberechtigte      | Wahlberechtigte   | Wahlberechtigte                        | 74.221  |      |
|                      |                   |                                        |         |      |
| Quelle: UK Parlament |                   |                                        |         |      |